# UTC+1:24
UTC+01:24 је некадашња временска зона која се користила на варшавском меридијану и била је позната и као Варшавско средње време.
Од раног деветнаестог века, обично се користио за мерење времена у земљама бившег Пољско-литванског савеза.
Варшава је 5. августа 1915. прешла на средњоевропско време, а остатак Пољске је следио тај пример 31. маја 1922.